# Thielleman de Bousse
Thilmann Vuss de Bettembourg ou Thilmann Voise a été nommé évêque de Metz, par Venceslas Ier du Saint-Empire partisan du pape Urbain IV pendant le grand Schisme d’Occident. Il s’est opposé à Pierre de Luxembourg désigné par l’antipape Clément VII. Ces conflits pour la direction du siège épiscopal entraîneront des combats à Metz, Boulay et Thionville, sans que Thielleman de Bousse parvienne à faire reconnaître ses prétentions à Metz. Thilmann revendiquera néanmoins son titre jusqu’en 1403.
Sa famille est probablement originaire de Cologne et s’installa vers le début du XIVe siècle à Bettembourg. Il est probablement né à Thionville où son père, également prénommé Thilmann, était prévôt, et portait le titre de chevalier. Il devient chanoine de la cathédrale de Metz et obtient la dignité de princier en 1379.
Au début du grand schisme d’Occident, le Saint-Empire romain germanique est partisan des papes de Rome alors que le royaume de France supporte les papes d’Avignon. Dans la zone tampon des trois évêchés, la situation est longtemps ambiguë, les prélats restant attentistes. Pileus de Prata, évêque de Ravenne, est envoyé par Urbain à Metz, mais il est devancé par l’émissaire de Clément, Guillaume d'Aigrefeuille le Jeune. Le 30 juin 1379 celui-ci obtient du chapitre messin la reconnaissance de Clément VII comme pape légitime. Après le départ des principaux partisans de Rome, Thilmann se retrouve la tête des Urbanistes de Metz où il mène une diplomatie prudente.
Après le décès de Thierry V Bayer de Boppard le 10 janvier 1384, Pierre de Luxembourg est nommé par Clément le 10 février et Thilmann par Urbain le 28 mars. Le chapitre se partagea à peu près équitablement entre les deux prétendants mais tous finissent par accueillir Pierre de Luxembourg lors de son entrée dans la cité à la Pentecôte 1384.
Le 23 janvier 1385 Thilmann signe un traité avec ses frères Jean et Barthélemy, son oncle Pierre de Cronenbourg et ses beaux-frères Guillaume et Jean d'Orley ou il s'engage à leur remettre une partie des biens de l'évêché en contrepartie de leur soutien. En mai 1385 il s'empare de Œutrange, Beuvange, Volkrange et Guenange, peut être également de Moyenvic, Marsal et Nomeny. Il s'installe à Thionville, dans la partie du diocèse qui lui est acquise.
En 1384 Venceslas Ier du Saint-Empire se rend à Luxembourg où il reçoit une délégation de Messins, cette rencontre aboutit sur une visite de l'empereur à Metz le 13 novembre. Lors de cette visite, il est accompagné par Thilmann, et il demande au messins de le reconnaître comme évêque. Mais après le départ de Wenceslas, Thilmann doit rapidement retourner à Thionville.
En 1385 et 1386 il engage de fréquents combats avec la ville de Metz, il arrive à rallier de nombreux seigneurs de la rive gauche du Rhin. Du 16 au 17 novembre il réunit une troupe et rase de nombreux villages, comme Talange, Charly, Ancy, Magny, Noisseville…, avant d'échouer devant les fortifications de Metz. En février 1387, les messins conduits par Jean de Vergy et Gérard de Resney, lancent une contre-offensive et détruisent  Hettange, Luttange, Boulay…
Pierre de Luxembourg meurt le 13 juillet 1387, il est remplacé par Raoul de Coucy. En 1388 les principaux alliés de Thilmann font la paix avec les messins. En mai des négociations entre Thilmann et le chapitre échouent. Durant l'été il entre à nouveau en guerre avec Metz et le duché Bar.
Le 7 août 1388 il signe une trêve avec Robert Ier de Bar.
Le 17 mars 1391 un traité d'alliance entre Raoul de Courcy, le duc de Lorraine, le duc de Bar et le maître échevin de Metz affaiblit considérablement la position de Thilmann.  Et le 16 novembre 1793 il signe une trêve avec la ville de Metz. En 1395 il engage de nouveaux conflits, mais ses frères fait prisonniers il perd ses derniers alliés et doit se retirer à Luxembourg.
En 1398 il rencontre Venceslas, qui lui a conservé son soutien, alors que celui-ci doit rencontrer le roi de France pour tenter de mettre un terme au schisme. Le 21 février, rencontrant des émissaires de la cité, l'empereur tente à nouveau de leur faire reconnaître Thilmann comme évêque.  Le 15 avril, alors que les négociations avec la France on tourné à son désavantage, il informe les messins qu'il abandonne son soutien à Thilmann au poste d'évêque et son successeur Robert Ier du Saint-Empire reconnaît officiellement l'élection de Raoul de Courcy Thilmann assistera ensuite le 24 juin 1401 et le 1er septembre à deux conférences qui eurent lieu à Metz pour tenter de résoudre le schisme. Il y est fait prisonnier par les messins qui durent le relâcher le 4 mars 1402 sous la pression de l'empereur Robert.
Il est mort vers 1411.